# Карлос От
Карлос От (на испански: Carlos Ott) е уругвайски архитект.

## Биография
Роден е в столицата Монтевидео на 16 октомври 1946 г. Баща му е архитект и той от малък мечтае също да стане архитект. Завършва гимназия с обучение на френски език, а след това и Факултета по архитектура на Републиканския университет в Монтевидео през 1971 г. и заминава за САЩ, за да продължи образованието си със спечелена стипендия.
Установява се в Торонто през 1975 г., получава канадско гражданство. Автор е на множество забележителни проекти из целия свят.
Става световноизвестен, когато печели конкурса за построяване на Операта на Бастилията в Париж през 1983 г. Сградата е открита на 14 юли 1989 г. за 200-годишнината от Френската революция и предизвиква фурор с модерната си визия.
Сред другите известни проекти на Карлос От са небостъргачът „Антел“ в Монтевидео (2002), Националната банка на Дубай (1997), Международното летище Ушуая, Аржентина (1995).

## Галерия
- „Симко плейс“, Торонто, Канада
- „Torre de las Telecomunicaciones“, Монтевидео, Уругвай
- „Операта на Бастилията“, Париж, Франция
- „Операта на Бастилията“, Париж, Франция (интериор)
- „Torre De Antel“, Монтевидео, Уругвай
- „Torre De Antel“, Монтевидео, Уругвай
- Международно летище Ушуая, Аржентина

## Отличия и награди
- 1971: Master in Architecture and Urban Design
- 1986: Arts et Lettres, Франция
- 1988: Рицар на Ордена на Почетния легион, Франция
- 1990: Medalla de Oro, Университет на Уругвай
- 1997: Distinguished Alumni Award, Вашингтон, САЩ
- 1997: отличие „Vitruvio“, Музей за изящни изкуства, Буенос Айрес, Аржентина
- 2013: Почет доктор на Universidad Argentina de la Empresa[9]